# Parafia św. Mikołaja w Wiązowie
Parafia pw. Świętego Mikołaja w Wiązowie znajduje się w dekanacie wiązowskim w archidiecezji wrocławskiej.  Jej proboszczem jest ks. mgr Dariusz Pikulski. Obsługiwana przez księży archidiecezjalnych. Erygowana w XIII wieku.  Księgi metrykalne prowadzone są od 1945 r.

W latach 1986–1995 proboszczem parafii był prałat Domowy Jego Świątobliwości Jan Bagiński.

## Kościoły i kaplice
- Wiązów – kościół parafialny pw. św. Mikołaja
- Gułów – kościół filialny pw. Matki Bożej Królowej
- Księżyce – kościół filialny pw. św. Józefa Oblubieńca NMP
- Stary Wiązów – kościół filialny pw. św. Floriana
- Wyszonowice – kaplica mszalna pw. św. Jadwigi
- Zborowice – kaplica mszalna pw. Matki Bożej Szkaplerznej
- Miechowice Oławskie – kaplica mszalna bez wezwania
- Wiązów – kaplica cmentarna pw. św. Marii Magdaleny

## Wspólnoty i Ruchy
- Schola
- Lektorzy
- Ministranci
- Żywy Różaniec
- Eucharystyczny Ruch Młodych
- Nadzwyczajni Szafarze Eucharystii
- Katolickie Stowarzyszenie młodzieży